# Hugo Pacheco
Hugo Pacheco est un arbitre portugais de football né le 25 mars 1977  à Porto au (Portugal).
Il est arbitre depuis 2005. Il est promu dans le championnat portugais comme arbitre portugais de 1re catégorie lors de la saison 2009-2010.
Il fait partie de l'AF Porto.